# (500397) 2012 TF92
(500397) 2012 TF92 es un asteroide perteneciente al cinturón de asteroides, descubierto el 7 de octubre de 2012 por el equipo del Pan-STARRS desde el Observatorio de Haleakala, Hawái, Estados Unidos.

## Designación y nombre
Designado provisionalmente como 2012 TF92.

## Características orbitales
2012 TF92 está situado a una distancia media del Sol de 2,778 ua, pudiendo alejarse hasta 2,990 ua y acercarse hasta 2,565 ua. Su excentricidad es 0,076 y la inclinación orbital 5,195 grados. Emplea 1691,28 días en completar una órbita alrededor del Sol.

## Características físicas
La magnitud absoluta de 2012 TF92 es 17,1.